# Соборність (філософія)
Соборність — ключове поняття російської релігійно-філософської думки XIX–XX ст., добровільне об'єднання (собор) на основі любові до Бога і один до одного. Поняття було введено російським філософом Олексієм Хомяковим і розвинене в XIX столітті слов'янофілами. Згодом поняття стало трактуватися значно ширше, охоплюючи весь уклад життя, комплекс морально-етичних норм всередині спільноти. Ці норми беззастережно засуджують індивідуалізм, прагнення окремої людини протиставити себе спільності «одновірців». Соборність відкидає таке поняття, як «особисте щастя», стверджуючи, що «бути щасливим на самоті неможливо».